# 峡川镇
峡川镇，是中国浙江省衢州市衢江区所辖的一个镇。

## 下辖行政区
下辖：
珠坞村、乌石坂村、峡口村、大桥村、失母湾村、下叶村、后山村、李泽村、大理村、东坪村和高岭村。